# Пустерталь (хокейний клуб)
Хокейний клуб «Пустерталь» (італ. Hockey Club Pustertal-Val Pusteria) — хокейний клуб з муніципалітету Бруніко, Італія. Заснований у 1954 році. Виступає в АХЛ. Домашні матчі проводить на «Райнцстадіоні».

## Досягнення
- Кубок Італії — 1 раз

2011
- Суперкубок Італії — 2 рази

2011, 2014

## Історія
Клуб заснований 1954 року. З 1972 року виступає у Серії А, де відіграли 30 сезонів, найкращим результатом стало другше місце у сезоні 1981/82. У сезоні 2001/02 клуб отримав нову назву ХК «Пустерталь». У сезоні 2009/10 років команда завершила регулярний чемпіонат на другому місці. У плей-оф поступились у півфінальній серії «Азіаго» 2:4. Найбільш успішним стали наступні сезони, перше місце у регулярному чемпіонаті та програш у фінальній серії 2010/11 років «Азіаго» 2:4 та 2011/12 ХК «Больцано» 0:4. Перше місце за підсумками регулярного чемпіонату 2012/13 та поразка у півфіналі від «Азіаго» 0:4. Сезон 2013/14 клуб завершив третім у регулярному чемпіонаті та черговою поразкою у фіналі.

## Відомі гравці
- Ян Алстон
- Майк Буснюк
- Бен Гвіте
- Ніклас Ерікссон
- Мауриціо Мансі
- Мирослав Фричер
- Жан-Себастьян Обен